# EHF-Europapokal der Pokalsieger der Frauen 2012/13
Am EHF-Europapokal der Pokalsieger 2012/13 nahmen Handball-Vereinsmannschaften teil, die sich in der vorangegangenen Saison in ihren Heimatländern im Pokalwettbewerb für den Wettbewerb qualifiziert hatten oder aus der Champions League 12/13 ausgeschieden waren. Es war die 38. Austragung des EHF-Europapokal der Pokalsieger. Die Pokalspiele begannen am 13.–14. Oktober 2012, das Rückrundenfinale fand am 11. Mai 2013 statt. Das Finale gewann Hypo Niederösterreich.

## Runde 1
Die erste Runde des Europapokals der Pokalsieger wurde nicht ausgetragen, sondern direkt mit der 2. Runde angefangen.

## Runde 2
In Runde 2 nahmen 12 Pokalsieger sowie 4 in der Qualifikation 2 der EHF Champions League der Frauen 2012/13 ausgeschiedene Mannschaften teil. Die Auslosung der 2. Runde fand am 24. Juli 2012 in Wien statt. Die Hinspiele fanden am 13.–14. Oktober 2012 statt. Die Rückspiele fanden am 20.–21. Oktober 2012 statt.

### Qualifizierte Teams
| Topf 1: - LC Brühl Handball - SV Dalfsen - Muratpaşa Belediyesi SK - IUVENTA Michalovce - H43/Lundagård - H.V. Quintus - SPR Lublin - İzmir BSB SK | Topf 2: - HK Homel - Lokomotiva Zagreb - ADA Colégio João de Barros - O.F.N. Ionias - RK Žito Prilep - Yellow Winterthur - SPE Strovolos - Britterm Veselí nad Moravou |

### Ausgeloste Spiele und Ergebnisse
| Mannschaft 1                                           | Mannschaft 2                                                  | Hinspiel             | Rückspiel            | Gesamt  |
| ------------------------------------------------------ | ------------------------------------------------------------- | -------------------- | -------------------- | ------- |
| Muratpaşa Belediyesi SK Antalya Serpil İskenderoğlu 16 | Lokomotiva Zagreb Maja Kožnjak 11                             | 14.10.2012 15:00 Uhr | 21.10.2012 17:00 Uhr | 55 : 55 |
| Muratpaşa Belediyesi SK Antalya Serpil İskenderoğlu 16 | Lokomotiva Zagreb Maja Kožnjak 11                             | 34 : 28 (15 : 14)    | 27 : 21 (14 : 12)    | 55 : 55 |
| Muratpaşa Belediyesi SK Antalya Serpil İskenderoğlu 16 | Lokomotiva Zagreb Maja Kožnjak 11                             | 1.000 Zuschauer      | 500 Zuschauer        | 55 : 55 |
| SPR Lublin Dorota Małek 14                             | ADA Colégio João de Barros Eduarda Patricia Gomes Pinheiro 10 | 13.10.2012 17:00 Uhr | 14.10.2012 17:00 Uhr | 71 : 45 |
| SPR Lublin Dorota Małek 14                             | ADA Colégio João de Barros Eduarda Patricia Gomes Pinheiro 10 | 45 : 23 (23 : 8)     | 22 : 26 (8 : 16)     | 71 : 45 |
| SPR Lublin Dorota Małek 14                             | ADA Colégio João de Barros Eduarda Patricia Gomes Pinheiro 10 | 1.500 Zuschauer      | 1.200 Zuschauer      | 71 : 45 |
| LC Brühl Handball Azra Mustafoska 19                   | HK Homel Anna Redka 20                                        | 20.10.2012 17:00 Uhr | 21.10.2012 17:00 Uhr | 60 : 63 |
| LC Brühl Handball Azra Mustafoska 19                   | HK Homel Anna Redka 20                                        | 32 : 30 (16 : 15)    | 33 : 28 (19 : 13)    | 60 : 63 |
| LC Brühl Handball Azra Mustafoska 19                   | HK Homel Anna Redka 20                                        | 400 Zuschauer        | 400 Zuschauer        | 60 : 63 |
| O.F.N. Ionias Julyja Schljachowa 10                    | H.V. Quintus Daisy Hage 14                                    | 20.10.2012 18:00 Uhr | 21.10.2012 18:00 Uhr | 42 : 49 |
| O.F.N. Ionias Julyja Schljachowa 10                    | H.V. Quintus Daisy Hage 14                                    | 24 : 25 (17 : 8)     | 24 : 18 (11 : 10)    | 42 : 49 |
| O.F.N. Ionias Julyja Schljachowa 10                    | H.V. Quintus Daisy Hage 14                                    | 250 Zuschauer        | 250 Zuschauer        | 42 : 49 |
| SPE Strovolos Nadežda Kalašņikova 12                   | SERCODAK Dalfsen Alineke Ros 12                               | 13.10.2012 18:00 Uhr | 20.10.2012 20:00 Uhr | 39 : 75 |
| SPE Strovolos Nadežda Kalašņikova 12                   | SERCODAK Dalfsen Alineke Ros 12                               | 20 : 44 (9 : 19)     | 31 : 19 (13 : 12)    | 39 : 75 |
| SPE Strovolos Nadežda Kalašņikova 12                   | SERCODAK Dalfsen Alineke Ros 12                               | 60 Zuschauer         | 300 Zuschauer        | 39 : 75 |
| IUVENTA Michalovce Lucia Tobiašová 17                  | Britterm Veselí nad Moravou Kristýna Salčáková 13             | 13.10.2012 17:30 Uhr | 20.10.2012 17:00 Uhr | 53 : 46 |
| IUVENTA Michalovce Lucia Tobiašová 17                  | Britterm Veselí nad Moravou Kristýna Salčáková 13             | 30 : 22 (14 : 10)    | 24 : 23 (14 : 12)    | 53 : 46 |
| IUVENTA Michalovce Lucia Tobiašová 17                  | Britterm Veselí nad Moravou Kristýna Salčáková 13             | 1.200 Zuschauer      | 300 Zuschauer        | 53 : 46 |
| RK Žito Prilep Savica Mrkikj 18                        | H43/Lundagård Emma Berndtsson 10                              | 20.10.2012 18:00 Uhr | 21.10.2012 18:00 Uhr | 53 : 45 |
| RK Žito Prilep Savica Mrkikj 18                        | H43/Lundagård Emma Berndtsson 10                              | 31 : 25 (13 : 11)    | 20 : 22 (7 : 13)     | 53 : 45 |
| RK Žito Prilep Savica Mrkikj 18                        | H43/Lundagård Emma Berndtsson 10                              | 600 Zuschauer        | 800 Zuschauer        | 53 : 45 |
| İzmir BSB SK Aslı İskit 19                             | Yellow Winterthur Barbara Sári 12                             | 13.10.2012 17:00 Uhr | 14.10.2012 17:00 Uhr | 69 : 57 |
| İzmir BSB SK Aslı İskit 19                             | Yellow Winterthur Barbara Sári 12                             | 41 : 30 (22 : 11)    | 27 : 28 (14 : 15)    | 69 : 57 |
| İzmir BSB SK Aslı İskit 19                             | Yellow Winterthur Barbara Sári 12                             | 500 Zuschauer        | 620 Zuschauer        | 69 : 57 |

## Runde 3
Es nahmen 24 Mannschaften teil, diese teilten sich wie folgt auf: Titelverteidiger, 7 Pokalsieger, die 8 Sieger der 2. Runde und 8 ausgeschiedene Mannschaften in der Qualifikation 2 der EHF Champions League der Frauen 2012/13. Die Auslosung der 3. Runde fand am 24. Juli 2012 in Wien statt. Die Hinspiele fanden am 10.–11. November 2012 statt. Die Rückspiele fanden am 17.–18. November 2012 statt.

### Qualifizierte Teams
| Topf 1: - Budapest Bank-Békéscsabai ENKSE - Vistal Łączpol Gdynia - Byåsen IL - Rostow am Don - HC Leipzig - Balonmano Bera Bera - ŽRK Metalurg - Muratpaşa Belediyesi SK - Issy Paris Hand - Váci NKSE - TSV Bayer 04 Leverkusen - Team Esbjerg | Topf 2: - Toulon Saint-Cyr Var Handball - Stabæk Håndball - ŽORK Jagodina - HC Oţelul Galaţi - Lokomotiva Zagreb - SPR Lublin - HK Homel - H.V. Quintus - SERCODAK Dalfsen - IUVENTA Michalovce - RK Žito Prilep - İzmir BSB SK |

### Ausgeloste Spiele und Ergebnisse
| Mannschaft 1                                        | Mannschaft 2                                       | Hinspiel             | Rückspiel            | Gesamt  |
| --------------------------------------------------- | -------------------------------------------------- | -------------------- | -------------------- | ------- |
| Team Esbjerg Lotte Grigel 16                        | H.V. Quintus Daisy Hage 14                         | 17.11.2012 13:00 Uhr | 10.11.2012 19:00 Uhr | 72 : 48 |
| Team Esbjerg Lotte Grigel 16                        | H.V. Quintus Daisy Hage 14                         | 36 : 25 (15 : 13)    | 23 : 26 (11 : 14)    | 72 : 48 |
| Team Esbjerg Lotte Grigel 16                        | H.V. Quintus Daisy Hage 14                         | 400 Zuschauer        | 500 Zuschauer        | 72 : 48 |
| Lokomotiva Zagreb Maja Kožnjak 14                   | Váci NKSE Szabina Tápai 14                         | 11.11.2012 17:00 Uhr | 17.11.2012 18:00 Uhr | 48 : 55 |
| Lokomotiva Zagreb Maja Kožnjak 14                   | Váci NKSE Szabina Tápai 14                         | 28 : 26 (14 : 16)    | 29 : 20 (12 : 8)     | 48 : 55 |
| Lokomotiva Zagreb Maja Kožnjak 14                   | Váci NKSE Szabina Tápai 14                         | 800 Zuschauer        | 750 Zuschauer        | 48 : 55 |
| ŽRK Metalurg Mirjeta Bajramoska 16                  | SPR Lublin Alina Wojtas 19                         | 10.11.2012 15:30 Uhr | 11.11.2012 16:00 Uhr | 54 : 52 |
| ŽRK Metalurg Mirjeta Bajramoska 16                  | SPR Lublin Alina Wojtas 19                         | 28 : 27 (14 : 14)    | 25 : 26 (9 : 11)     | 54 : 52 |
| ŽRK Metalurg Mirjeta Bajramoska 16                  | SPR Lublin Alina Wojtas 19                         | 500 Zuschauer        | 700 Zuschauer        | 54 : 52 |
| IUVENTA Michalovce Tetjana Trehubowa 12             | Rostow am Don Rehina Schymkute 12                  | 11.11.2012 17:30 Uhr | 18.11.2012 18:00 Uhr | 52 : 57 |
| IUVENTA Michalovce Tetjana Trehubowa 12             | Rostow am Don Rehina Schymkute 12                  | 28 : 31 (15 : 14)    | 26 : 24 (13 : 15)    | 52 : 57 |
| IUVENTA Michalovce Tetjana Trehubowa 12             | Rostow am Don Rehina Schymkute 12                  | 1.400 Zuschauer      | 2.000 Zuschauer      | 52 : 57 |
| ŽORK Jagodina Marija Stefanović 10                  | RK Zaječar Maja Zebić 12                           | 10.11.2012 19:00 Uhr | 17.11.2012 19:00 Uhr | 37 : 51 |
| ŽORK Jagodina Marija Stefanović 10                  | RK Zaječar Maja Zebić 12                           | 23 : 26 (12 : 13)    | 25 : 14 (11 : 7)     | 37 : 51 |
| ŽORK Jagodina Marija Stefanović 10                  | RK Zaječar Maja Zebić 12                           | 2.000 Zuschauer      | 1.500 Zuschauer      | 37 : 51 |
| İzmir BSB SK Aslı İskit 11                          | TSV Bayer 04 Leverkusen Kim Naidzinavicius 12      | 17.11.2012 18:30 Uhr | 18.11.2012 16:00 Uhr | 34 : 68 |
| İzmir BSB SK Aslı İskit 11                          | TSV Bayer 04 Leverkusen Kim Naidzinavicius 12      | 14 : 33 (4 : 16)     | 35 : 20 (14 : 11)    | 34 : 68 |
| İzmir BSB SK Aslı İskit 11                          | TSV Bayer 04 Leverkusen Kim Naidzinavicius 12      | 250 Zuschauer        | 600 Zuschauer        | 34 : 68 |
| Balonmano Bera Bera Elisabeth Pinedo Sáenz 13       | HC Oţelul Galaţi Iryna Hlibko 14                   | 10.11.2012 17:30 Uhr | 11.11.2012 12:00 Uhr | 48 : 42 |
| Balonmano Bera Bera Elisabeth Pinedo Sáenz 13       | HC Oţelul Galaţi Iryna Hlibko 14                   | 26 : 23 (13 : 12)    | 19 : 22 (12 : 13)    | 48 : 42 |
| Balonmano Bera Bera Elisabeth Pinedo Sáenz 13       | HC Oţelul Galaţi Iryna Hlibko 14                   | 600 Zuschauer        | 400 Zuschauer        | 48 : 42 |
| Budapest Bank-Békéscsabai ENKSE Olha Nikolajenko 18 | Stabæk Håndball Karoline Næss 12                   | 11.11.2012 16:00 Uhr | 18.11.2012 18:00 Uhr | 50 : 51 |
| Budapest Bank-Békéscsabai ENKSE Olha Nikolajenko 18 | Stabæk Håndball Karoline Næss 12                   | 22 : 27 (13 : 13)    | 24 : 28 (14 : 19)    | 50 : 51 |
| Budapest Bank-Békéscsabai ENKSE Olha Nikolajenko 18 | Stabæk Håndball Karoline Næss 12                   | 700 Zuschauer        | 335 Zuschauer        | 50 : 51 |
| Vistal Łączpol Gdynia Katarzyna Duran 12            | HK Homel Anna Redka 11                             | 17.11.2012 17:00 Uhr | 18.11.2012 15:00 Uhr | 65 : 49 |
| Vistal Łączpol Gdynia Katarzyna Duran 12            | HK Homel Anna Redka 11                             | 40 : 26 (18 : 12)    | 23 : 25 (10 : 14)    | 65 : 49 |
| Vistal Łączpol Gdynia Katarzyna Duran 12            | HK Homel Anna Redka 11                             | 800 Zuschauer        | 400 Zuschauer        | 65 : 49 |
| Byåsen IL Tonje Nøstvold 15                         | SERCODAK Dalfsen Yara Nijboer 8                    | 17.11.2012 20:30 Uhr | 18.11.2012 15:30 Uhr | 53 : 39 |
| Byåsen IL Tonje Nøstvold 15                         | SERCODAK Dalfsen Yara Nijboer 8                    | 29 : 24 (17 : 15)    | 15 : 24 (8 : 9)      | 53 : 39 |
| Byåsen IL Tonje Nøstvold 15                         | SERCODAK Dalfsen Yara Nijboer 8                    | 350 Zuschauer        | 700 Zuschauer        | 53 : 39 |
| RK Žito Prilep Tanja Shalevska 11                   | Issy Paris Hand Charlotte Mordal 10                | 10.11.2012 18:00 Uhr | 17.11.2012 20:15 Uhr | 38 : 66 |
| RK Žito Prilep Tanja Shalevska 11                   | Issy Paris Hand Charlotte Mordal 10                | 21 : 35 (12 : 16)    | 31 : 17 (16 : 9)     | 38 : 66 |
| RK Žito Prilep Tanja Shalevska 11                   | Issy Paris Hand Charlotte Mordal 10                | 1.600 Zuschauer      | 700 Zuschauer        | 38 : 66 |
| Toulon Saint Cyr Var Handball Mwasesa 16            | HC Leipzig Maura Visser und Karolina Kudłacz je 13 | 11.11.2012 17:00 Uhr | 18.11.2012 14:30 Uhr | 49 : 57 |
| Toulon Saint Cyr Var Handball Mwasesa 16            | HC Leipzig Maura Visser und Karolina Kudłacz je 13 | 31 : 28 (15 : 14)    | 29 : 18 (16 : 9)     | 49 : 57 |
| Toulon Saint Cyr Var Handball Mwasesa 16            | HC Leipzig Maura Visser und Karolina Kudłacz je 13 | 1.200 Zuschauer      | 3.341 Zuschauer      | 49 : 57 |

## Achtelfinale
Es nahmen die 12 Sieger der 3. Runde und die 4 Gruppendritten der Gruppenphase der EHF Champions League der Frauen 2012/13 teil. Die Auslosung des Achtelfinales fand am 20. November 2012 in Wien statt. Die Hinspiele fanden am 2.–3. Februar 2013 statt. Die Rückspiele fanden am 9.–10. Februar 2013 statt.

### Qualifizierte Teams
| - Hypo NÖ - RK Podravka Vegeta - Thüringer HC - Byåsen IL - Stabæk Håndball - Vistal Łączpol Gdynia - Dinamo Wolgograd - Rostow am Don | - Team Esbjerg - Balonmano Bera Bera - Issy Paris Hand - HC Leipzig - TSV Bayer 04 Leverkusen - Váci NKSE - ŽRK Metalurg - RK Zaječar |

### Ausgeloste Spiele und Ergebnisse
| Mannschaft 1                                      | Mannschaft 2                                  | Hinspiel             | Rückspiel            | Gesamt  |
| ------------------------------------------------- | --------------------------------------------- | -------------------- | -------------------- | ------- |
| RK Podravka Vegeta Nikica Pušić-Koroljević 12     | Váci NKSE Kinga Klivinyi 14                   | 02.02.2013 14:15 Uhr | 09.02.2013 16:00 Uhr | 42 : 44 |
| RK Podravka Vegeta Nikica Pušić-Koroljević 12     | Váci NKSE Kinga Klivinyi 14                   | 23 : 15 (13 : 6)     | 29 : 19 (14 : 9)     | 42 : 44 |
| RK Podravka Vegeta Nikica Pušić-Koroljević 12     | Váci NKSE Kinga Klivinyi 14                   | 2.300 Zuschauer      | 600 Zuschauer        | 42 : 44 |
| Byåsen IL Ida Alstad 12                           | HC Leipzig Anne Hubinger 10                   | 01.02.2013 19:30 Uhr | 03.02.2013 15:00 Uhr | 46 : 49 |
| Byåsen IL Ida Alstad 12                           | HC Leipzig Anne Hubinger 10                   | 23 : 26 (10 : 11)    | 23 : 23 (13 : 11)    | 46 : 49 |
| Byåsen IL Ida Alstad 12                           | HC Leipzig Anne Hubinger 10                   | 1.786 Zuschauer      | 3.491 Zuschauer      | 46 : 49 |
| ŽRK Metalurg Mirjeta Bajramoska 19                | Thüringer HC Nadja Nadgornaja 9               | 02.02.2013 18:00 Uhr | 03.02.2013 15:00 Uhr | 35 : 61 |
| ŽRK Metalurg Mirjeta Bajramoska 19                | Thüringer HC Nadja Nadgornaja 9               | 11 : 29 (6 : 17)     | 32 : 24 (15 : 10)    | 35 : 61 |
| ŽRK Metalurg Mirjeta Bajramoska 19                | Thüringer HC Nadja Nadgornaja 9               | 900 Zuschauer        | 1.650 Zuschauer      | 35 : 61 |
| Hypo NÖ Alexandra do Nascimento 17                | TSV Bayer 04 Leverkusen Laura Steinbach 16    | 02.02.2013 17:00 Uhr | 03.02.2013 15:00 Uhr | 58 : 52 |
| Hypo NÖ Alexandra do Nascimento 17                | TSV Bayer 04 Leverkusen Laura Steinbach 16    | 31 : 27 (15 : 14)    | 25 : 27 (11 : 13)    | 58 : 52 |
| Hypo NÖ Alexandra do Nascimento 17                | TSV Bayer 04 Leverkusen Laura Steinbach 16    | 400 Zuschauer        | 350 Zuschauer        | 58 : 52 |
| Stabæk Håndball Stine Bredal Oftedal 12           | Issy Paris Hand Charlotte Mordal 11           | 03.02.2013 18:00 Uhr | 10.02.2013 16:00 Uhr | 44 : 49 |
| Stabæk Håndball Stine Bredal Oftedal 12           | Issy Paris Hand Charlotte Mordal 11           | 19 : 23 (10 : 13)    | 26 : 25 (13 : 13)    | 44 : 49 |
| Stabæk Håndball Stine Bredal Oftedal 12           | Issy Paris Hand Charlotte Mordal 11           | 411 Zuschauer        | 1.200 Zuschauer      | 44 : 49 |
| Vistal Łączpol Gdynia Loredana Marina Mateescu 11 | Balonmano Bera Bera Elisabeth Pinedo Sáenz 14 | 03.02.2013 17:00 Uhr | 10.02.2013 12:30 Uhr | 49 : 49 |
| Vistal Łączpol Gdynia Loredana Marina Mateescu 11 | Balonmano Bera Bera Elisabeth Pinedo Sáenz 14 | 32 : 20 (14 : 10)    | 29 : 17 (14 : 7)     | 49 : 49 |
| Vistal Łączpol Gdynia Loredana Marina Mateescu 11 | Balonmano Bera Bera Elisabeth Pinedo Sáenz 14 | 800 Zuschauer        | 750 Zuschauer        | 49 : 49 |
| Rostow am Don Rehina Schymkute 22                 | Team Esbjerg Lotte Grigel 20                  | 02.02.2013 17:00 Uhr | 03.02.2013 17:00 Uhr | 60 : 56 |
| Rostow am Don Rehina Schymkute 22                 | Team Esbjerg Lotte Grigel 20                  | 29 : 28 (13 : 14)    | 28 : 31 (10 : 19)    | 60 : 56 |
| Rostow am Don Rehina Schymkute 22                 | Team Esbjerg Lotte Grigel 20                  | 2.000 Zuschauer      | 2.000 Zuschauer      | 60 : 56 |
| Dinamo Wolgograd Wiktorija Borschtschenko 13      | RK Zaječar Maja Zebić 14                      | 03.02.2013 14:00 Uhr | 09.02.2013 19:00 Uhr | 61 : 51 |
| Dinamo Wolgograd Wiktorija Borschtschenko 13      | RK Zaječar Maja Zebić 14                      | 31 : 23 (18 : 11)    | 28 : 30 (16 : 15)    | 61 : 51 |
| Dinamo Wolgograd Wiktorija Borschtschenko 13      | RK Zaječar Maja Zebić 14                      | 1.100 Zuschauer      | 2.100 Zuschauer      | 61 : 51 |

## Viertelfinale
Es nahmen die 8 Sieger aus dem Achtelfinale teil. Die Auslosung des Viertelfinales fand am 12. Februar 2013 in Wien statt. Die Hinspiele fanden am 9.–10. März 2013 statt. Die Rückspiele fanden am 16.–17. März 2013 statt.

### Qualifizierte Teams
| - Váci NKSE - HC Leipzig - Thüringer HC - Hypo NÖ | - Issy Paris Hand - Balonmano Bera Bera - Rostow am Don - Dinamo Wolgograd |

### Ausgeloste Spiele und Ergebnisse
| Mannschaft 1                                  | Mannschaft 2                       | Hinspiel             | Rückspiel            | Gesamt  |
| --------------------------------------------- | ---------------------------------- | -------------------- | -------------------- | ------- |
| Balonmano Bera Bera Patricia Elorza Eguiara 9 | Thüringer HC Lýdia Jakubisová 13   | 09.03.2013 17:30 Uhr | 17.03.2013 15:00 Uhr | 41 : 71 |
| Balonmano Bera Bera Patricia Elorza Eguiara 9 | Thüringer HC Lýdia Jakubisová 13   | 15 : 33 (7 : 9)      | 38 : 26 (18 : 14)    | 41 : 71 |
| Balonmano Bera Bera Patricia Elorza Eguiara 9 | Thüringer HC Lýdia Jakubisová 13   | 850 Zuschauer        | 1.368 Zuschauer      | 41 : 71 |
| Váci NKSE Kinga Klivinyi 14                   | Issy Paris Hand Amélie Goudjo 10   | 09.03.2013 16:00 Uhr | 15.03.2013 19:30 Uhr | 47 : 50 |
| Váci NKSE Kinga Klivinyi 14                   | Issy Paris Hand Amélie Goudjo 10   | 24 : 23 (9 : 11)     | 27 : 23 (14 : 12)    | 47 : 50 |
| Váci NKSE Kinga Klivinyi 14                   | Issy Paris Hand Amélie Goudjo 10   | 800 Zuschauer        | 900 Zuschauer        | 47 : 50 |
| Rostow am Don Rehina Schymkute 21             | HC Leipzig Karolina Kudłacz 19     | 10.03.2013 17:00 Uhr | 16.03.2013 15:00 Uhr | 44 : 42 |
| Rostow am Don Rehina Schymkute 21             | HC Leipzig Karolina Kudłacz 19     | 22 : 18 (12 : 10)    | 24 : 22 (10 : 12)    | 44 : 42 |
| Rostow am Don Rehina Schymkute 21             | HC Leipzig Karolina Kudłacz 19     | 2.500 Zuschauer      | 4.363 Zuschauer      | 44 : 42 |
| Dinamo Wolgograd Anna Kotschetowa 11          | Hypo NÖ Alexandra do Nascimento 19 | 10.03.2013 14:00 Uhr | 16.03.2013 15:00 Uhr | 53 : 56 |
| Dinamo Wolgograd Anna Kotschetowa 11          | Hypo NÖ Alexandra do Nascimento 19 | 22 : 31 (11 : 17)    | 25 : 31 (13 : 14)    | 53 : 56 |
| Dinamo Wolgograd Anna Kotschetowa 11          | Hypo NÖ Alexandra do Nascimento 19 | 1.300 Zuschauer      | 400 Zuschauer        | 53 : 56 |

## Halbfinale
Es nahmen die 4 Sieger aus dem Viertelfinale teil. Die Auslosung des Halbfinales fand am 12. Februar 2013 in Wien statt. Die Hinspiele fanden am 6./7. April 2013 statt. Die Rückspiele fanden vom 13. bis 14. April 2013 statt.

### Qualifizierte Teams
| - Thüringer HC - Issy Paris Hand | - Rostow am Don - Hypo NÖ |

### Ausgeloste Spiele und Ergebnisse
| Mannschaft 1                        | Mannschaft 2                           | Hinspiel             | Rückspiel            | Gesamt  |
| ----------------------------------- | -------------------------------------- | -------------------- | -------------------- | ------- |
| Thüringer HC Nadja Nadgornaja 12    | Hypo NÖ Deonise Cavaleiro 14           | 07.04.2013 15:30 Uhr | 13.04.2013 18:00 Uhr | 54 : 56 |
| Thüringer HC Nadja Nadgornaja 12    | Hypo NÖ Deonise Cavaleiro 14           | 32 : 32 (15 : 19)    | 24 : 22 (11 : 10)    | 54 : 56 |
| Thüringer HC Nadja Nadgornaja 12    | Hypo NÖ Deonise Cavaleiro 14           | 1.950 Zuschauer      | 800 Zuschauer        | 54 : 56 |
| Issy Paris Hand Karolina Gardoni 12 | Rostow am Don Wladlena Bobrownikowa 12 | 05.04.2013 19:30 Uhr | 13.04.2013 17:00 Uhr | 43 : 41 |
| Issy Paris Hand Karolina Gardoni 12 | Rostow am Don Wladlena Bobrownikowa 12 | 23 : 22 (15 : 11)    | 19 : 20 (10 : 10)    | 43 : 41 |
| Issy Paris Hand Karolina Gardoni 12 | Rostow am Don Wladlena Bobrownikowa 12 | 1.400 Zuschauer      | 2.300 Zuschauer      | 43 : 41 |

## Finale
Es nahmen die 2 Sieger aus dem Halbfinale teil. Die Auslosung des Finales fand am 16. April 2013 in Wien statt. Das Hinspiel fand am 5. Mai 2013 statt. Das Rückspiel fand am 11. Mai 2013 statt.

### Qualifizierte Teams
| - Issy Paris Hand - Hypo NÖ |

### Ausgeloste Spiele und Ergebnisse
| Mannschaft 1    | Mannschaft 2 | Hinspiel             | Rückspiel            | Gesamt  |
| --------------- | ------------ | -------------------- | -------------------- | ------- |
| Issy Paris Hand | Hypo NÖ      | 05.05.2013 16:00 Uhr | 11.05.2013 18:00 Uhr | 43 : 61 |
| Issy Paris Hand | Hypo NÖ      | 22 : 30 (11 : 16)    | 21 : 31 (08 : 16)    | 43 : 61 |

### Hinspiel
Issy Paris Hand - Hypo NÖ  22 : 30 (11 : 16)
5. Mai 2013 16:00 Uhr in Paris, Stade Pierre de Coubertin, 2.000 Zuschauer.
Issy Paris Hand: Batistella, Attingré, Tošković (7), Spincer (5), Mordal  (4), N′Gouan (2), Lassource  (1), Gardoni   (1), Keita (1), Kpozé  (1), Moretto, Camara, Fehri, Signaté, Mosabau

Hypo NÖ: Arenhart (1), Blazek, Aćimović  (9), da Silva (6), Cavaleiro (5), do Nascimento  (5), Rodrigues (4), Diniz  , Dedic, de Souza, Goricanec, Kaiser, Mauler 

Schiedsrichter:  Valdemaras Liachovičius und Valdas Gecevičius

EHF-Delegierter:  Dragan Nachevski

EHF-Repräsentant:  Lidija Bojić Ćaćić
Quelle: Spielbericht

### Rückspiel
Hypo NÖ - Issy Paris Hand  31 : 21 (16 : 08)
11. Mai 2013 18:00 Uhr in Maria Enzersdorf, --------, 1.020 Zuschauer.
Hypo NÖ: Arenhart, Blazek, do Nascimento (7), Aćimović  (6), Diniz   (4), da Silva (4), Mauler (3), Rodrigues  (3), Cavaleiro (1), de Souza  (1), Dedic (1), Kaiser  (1), Goricanec
Issy Paris Hand: Batistella, Attingré, Mordal (5), Gardoni (4), N′Gouan (4), Kpozé (2), Spincer (2), Tošković   (2), Keita    (1), Moretto (1), Lassource 
Schiedsrichter:  Dennis Engkebølle Stenrand und Anders Kærlund Birch
Quelle: Spielbericht

## Statistiken

### Torschützenliste

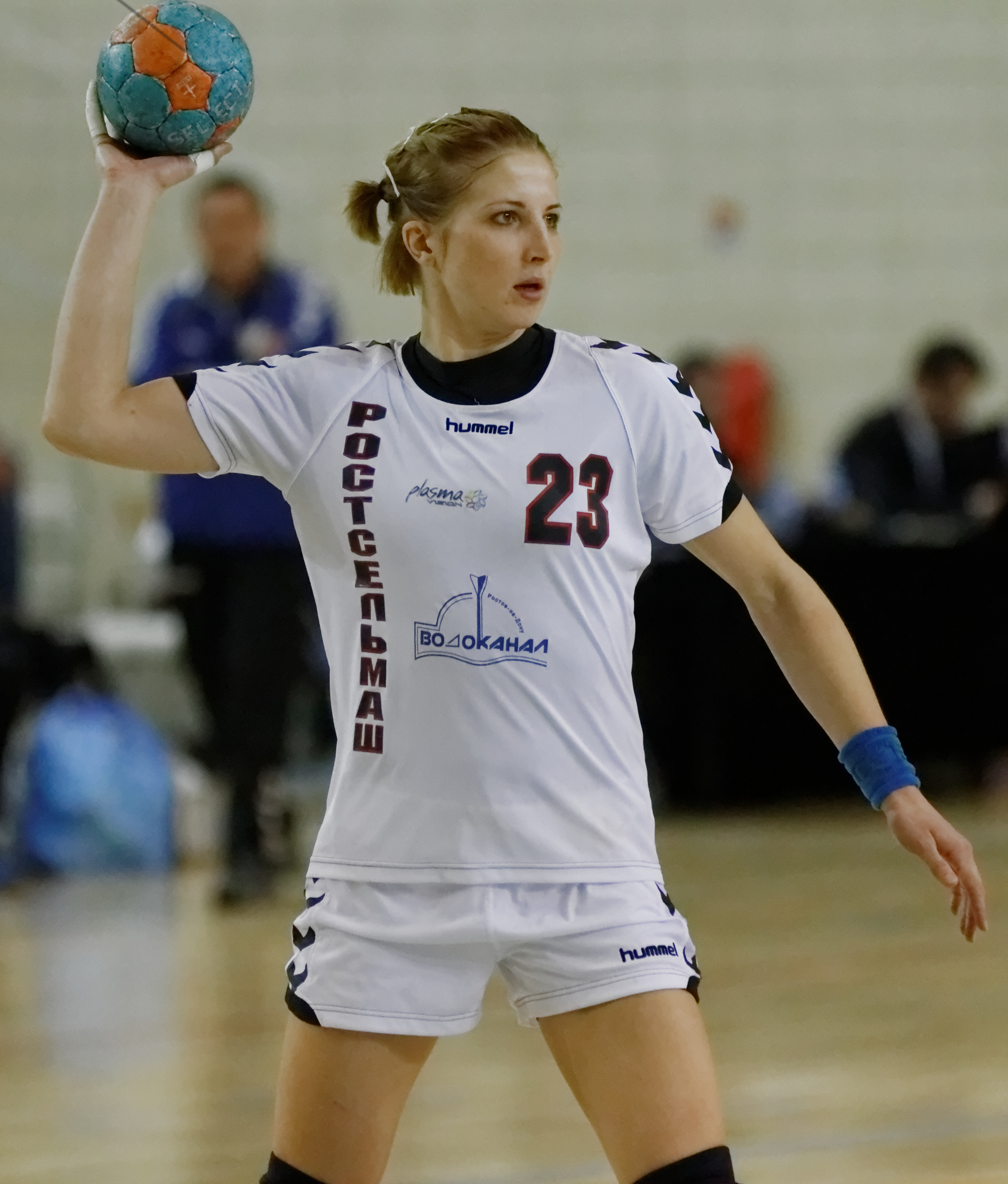
Regina Schimkute

Die Torschützenliste zeigt die drei besten Torschützinnen im EHF-Europapokal der Pokalsieger der Frauen 2012/13. Zu sehen sind die Nation der Spielerin, der Name, die Position, der Verein, die gespielten Spiele, die Tore und die Ø-Tore. Rehina Schymkute ist Torschützenkönigin des EHF-Europapokals der Pokalsieger der Frauen 2012/13.
| Pl. | Nation     | Spieler                 | Pos. | Verein           | Sp. | Tore | Ø    |
| --- | ---------- | ----------------------- | ---- | ---------------- | --- | ---- | ---- |
| 1.  | Russland   | Rehina Schymkute        | (RL) | GK Rostow am Don | 8   | 64   | 8,00 |
| 2.  | Brasilien  | Alexandra Do Nascimento | (RA) | Hypo NÖ          | 8   | 58   | 7,25 |
| 3.  | Osterreich | Gorica Aćimović         | (RL) | Hypo NÖ          | 8   | 45   | 5,63 |